# Conomitrium julianum
Conomitrium julianum là một loài Rêu trong họ Fissidentaceae. Loài này được (Savi ex DC.) Mont. mô tả khoa học đầu tiên năm 1837.